# Đội tuyển bóng đá quốc gia Papua New Guinea
Đội tuyển bóng đá quốc gia Papua New Guinea (tiếng Anh: Papua New Guinea national football team) là đội tuyển đại diện cho Papua New Guinea trong các giải đấu bóng đá quốc tế nam và được quản lý bởi Hiệp hội bóng đá Papua New Guinea. Biệt danh của đội là Kapuls, trong tiếng Tok Pisin có nghĩa là “con cuscus” — một loài thú có túi đặc trưng.
Thứ hạng FIFA cao nhất mà Papua New Guinea từng đạt được là vị trí 153 vào tháng 6 năm 2017. Tính đến tháng 4 năm 2024, đội đang đứng ở vị trí 166 trên tổng số 211 quốc gia, giảm một bậc so với tháng 2 cùng năm. Trước đó, đội từng bị loại khỏi bảng xếp hạng FIFA do không thi đấu bất kỳ trận nào từ tháng 7 năm 2007 đến tháng 8 năm 2011. Sau khi tham gia Đại hội Thể thao Thái Bình Dương 2015, họ trở lại bảng xếp hạng và góp mặt ở Cúp bóng đá châu Đại Dương 2016 vào tháng 6 năm 2016; đội tiến vào chung kết nhưng thua New Zealand 2–4 trên loạt sút luân lưu sau khi hòa 0–0 trong thời gian thi đấu chính thức và hiệp phụ.

## Lịch sử

### 1963–1978
Đội Papua thi đấu trận đầu tiên tại Đại hội Thể thao Thái Bình Dương 1963, để thua Fiji 1-3 và bị loại. Đến Đại hội 1966, đội lọt vào trận tranh hạng ba nhưng thua Tân Hebrides. Ba năm sau, họ tiếp tục vào trận tranh hạng ba và giành chiến thắng 2-1 trước Fiji để giành huy chương đồng.
Tại Đại hội 1971, sau khi thua New Caledonia ở bán kết, đội thua Tahiti 1-8 trong trận tranh hạng ba. Bốn năm sau, tại Đại hội 1975, Papua thua Tahiti và New Caledonia ở vòng bảng và bị loại ngay từ vòng đầu.

### 1979–1995
Tại Đại hội 1979, đội thua Quần đảo Solomon 2-3 ở tứ kết và thua Tân Hebrides 0-2 trong vòng đấu phụ tranh giải phụ. Năm 1980, họ tham gia Cúp châu Đại Dương – tiền thân của Cúp bóng đá châu Đại Dương – thắng Tân Hebrides nhưng thua Úc và New Caledonia nên bị loại ngay tại vòng bảng.
Tại Đại hội 1983, Papua thua New Caledonia trong trận tranh hạng ba. Năm 1987, đội giành huy chương đồng sau khi đánh bại Vanuatu 3-1. Tuy nhiên, ở hai kỳ tiếp theo năm 1991 và 1995, họ đều bị loại ngay vòng bảng.

### 1996–2012
Sau khi vắng mặt ba kỳ liên tiếp ở Cúp bóng đá châu Đại Dương do kết quả yếu kém tại Cúp Melanesia, Papua New Guinea giành vé dự Cúp OFC 2002. Họ chỉ hòa 0-0 với Quần đảo Solomon và bị loại vòng bảng. Tại Đại hội Thái Bình Dương 2003, đội có phong độ kém, chỉ giành 4 điểm trong 5 trận.
Không tham gia vòng loại Cúp OFC 2008, đội bị loại vòng bảng tại Đại hội Thái Bình Dương 2011 vì thua hiệu số bàn thắng bại so với Tahiti, dù bằng điểm. Tại Cúp OFC 2012, đội hòa Fiji, thua Quần đảo Solomon và New Zealand, lại bị loại từ vòng bảng.

### 2013–nay

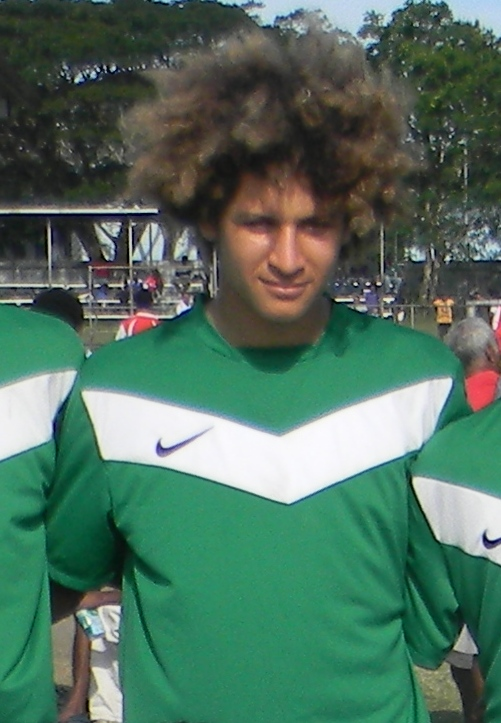
Alwin Komolong played numerous football matches for Papua New Guinea

Năm 2015, Papua New Guinea được chọn làm chủ nhà Cúp bóng đá châu Đại Dương 2016. Vòng bảng, đội hòa 1-1 với New Caledonia, 2-2 với Tahiti và thắng Samoa 8-0. Họ thắng Quần đảo Solomon 2-1 ở bán kết nhưng thua New Zealand trong loạt sút luân lưu sau khi hòa 0-0 trong thời gian chính thức và hiệp phụ ở chung kết. Ngày 20 tháng 6 năm 2023, Papua New Guinea phải nhận thất bại đậm nhất lịch sử khi thua Malaysia 0-10 tại sân Sultan Mizan Zainal Abidin.

#### Giải đấu FIFA Series
Năm 2024, Papua New Guinea lần đầu tiên tham dự giải đấu bên ngoài khu vực châu Đại Dương khi được FIFA mời tham gia các trận đấu thuộc FIFA Series diễn ra từ ngày 22 đến 25 tháng 3 tại Colombo, đối đầu với Sri Lanka và Cộng hòa Trung Phi.

## Danh hiệu
- Cúp bóng đá châu Đại Dương:

Á quân: 2016
- Bóng đá nam tại Pacific Games:

 1969; 1987

## Thành tích tại giải vô địch thế giới
| Vòng chung kết | Vòng chung kết             | Vòng chung kết             | Vòng chung kết             | Vòng chung kết             | Vòng chung kết             | Vòng chung kết             | Vòng chung kết             | Vòng chung kết             |                            | Vòng loại                  | Vòng loại                  | Vòng loại                  | Vòng loại                  | Vòng loại                  | Vòng loại                  | Vòng loại |
| Năm            | Kết quả                    | Hạng                       | ST                         | T                          | H                          | B                          | BT                         | BB                         | VT                         | ST                         | T                          | H                          | B                          | BT                         | BB                         |           |
| -------------- | -------------------------- | -------------------------- | -------------------------- | -------------------------- | -------------------------- | -------------------------- | -------------------------- | -------------------------- | -------------------------- | -------------------------- | -------------------------- | -------------------------- | -------------------------- | -------------------------- | -------------------------- | --------- |
| 1930 đến 1966  | Không phải thành viên FIFA | Không phải thành viên FIFA | Không phải thành viên FIFA | Không phải thành viên FIFA | Không phải thành viên FIFA | Không phải thành viên FIFA | Không phải thành viên FIFA | Không phải thành viên FIFA | Không phải thành viên FIFA | Không phải thành viên FIFA | Không phải thành viên FIFA | Không phải thành viên FIFA | Không phải thành viên FIFA | Không phải thành viên FIFA | Không phải thành viên FIFA |           |
| 1970 đến 1994  | Không tham gia             | Không tham gia             | Không tham gia             | Không tham gia             | Không tham gia             | Không tham gia             | Không tham gia             | Không tham gia             | Không tham gia             | Không tham gia             | Không tham gia             | Không tham gia             | Không tham gia             | Không tham gia             | Không tham gia             |           |
| 1998           | Không vượt qua vòng loại   | Không vượt qua vòng loại   | Không vượt qua vòng loại   | Không vượt qua vòng loại   | Không vượt qua vòng loại   | Không vượt qua vòng loại   | Không vượt qua vòng loại   | Không vượt qua vòng loại   | 3rd                        | 6                          | 2                          | 1                          | 3                          | 5                          | 13                         |           |
| 2002           | Không tham gia             | Không tham gia             | Không tham gia             | Không tham gia             | Không tham gia             | Không tham gia             | Không tham gia             | Không tham gia             | Không tham gia             | Không tham gia             | Không tham gia             | Không tham gia             | Không tham gia             | Không tham gia             | Không tham gia             |           |
| 2006           | Không vượt qua vòng loại   | Không vượt qua vòng loại   | Không vượt qua vòng loại   | Không vượt qua vòng loại   | Không vượt qua vòng loại   | Không vượt qua vòng loại   | Không vượt qua vòng loại   | Không vượt qua vòng loại   | 3rd                        | 4                          | 2                          | 1                          | 1                          | 17                         | 6                          |           |
| 2010           | Bị loại                    | Bị loại                    | Bị loại                    | Bị loại                    | Bị loại                    | Bị loại                    | Bị loại                    | Bị loại                    | Bị loại                    | Bị loại                    | Bị loại                    | Bị loại                    | Bị loại                    | Bị loại                    | Bị loại                    |           |
| 2014           | Không vượt qua vòng loại   | Không vượt qua vòng loại   | Không vượt qua vòng loại   | Không vượt qua vòng loại   | Không vượt qua vòng loại   | Không vượt qua vòng loại   | Không vượt qua vòng loại   | Không vượt qua vòng loại   | 4th                        | 3                          | 0                          | 1                          | 2                          | 2                          | 4                          |           |
| 2018           | Không vượt qua vòng loại   | Không vượt qua vòng loại   | Không vượt qua vòng loại   | Không vượt qua vòng loại   | Không vượt qua vòng loại   | Không vượt qua vòng loại   | Không vượt qua vòng loại   | Không vượt qua vòng loại   | 3rd                        | 9                          | 3                          | 3                          | 3                          | 19                         | 13                         |           |
| 2022           | Không vượt qua vòng loại   | Không vượt qua vòng loại   | Không vượt qua vòng loại   | Không vượt qua vòng loại   | Không vượt qua vòng loại   | Không vượt qua vòng loại   | Không vượt qua vòng loại   | Không vượt qua vòng loại   | 3rd                        | 4                          | 2                          | 0                          | 2                          | 5                          | 5                          |           |
| 2026           | Không vượt qua vòng loại   | Không vượt qua vòng loại   | Không vượt qua vòng loại   | Không vượt qua vòng loại   | Không vượt qua vòng loại   | Không vượt qua vòng loại   | Không vượt qua vòng loại   | Không vượt qua vòng loại   | 7th                        | 3                          | 0                          | 1                          | 2                          | 5                          | 8                          |           |
| 2030           | Chưa xác định              | Chưa xác định              | Chưa xác định              | Chưa xác định              | Chưa xác định              | Chưa xác định              | Chưa xác định              | Chưa xác định              | Chưa xác định              | Chưa xác định              | Chưa xác định              | Chưa xác định              | Chưa xác định              | Chưa xác định              | Chưa xác định              |           |
| 2034           | Chưa xác định              | Chưa xác định              | Chưa xác định              | Chưa xác định              | Chưa xác định              | Chưa xác định              | Chưa xác định              | Chưa xác định              | Chưa xác định              | Chưa xác định              | Chưa xác định              | Chưa xác định              | Chưa xác định              | Chưa xác định              | Chưa xác định              |           |
| Tổng           |                            | 0/14                       |                            |                            |                            |                            |                            |                            |                            | 29                         | 9                          | 7                          | 13                         | 53                         | 49                         |           |

* Mặc dù ban đầu được FIFA xếp vào danh sách tham dự World Cup 2010, Papua New Guinea không tham dự giải bóng đá tại Đại hội Thể thao Nam Thái Bình Dương 2007 - giải đấu được coi là vòng sơ loại của vòng loại khu vực châu Đại Dương.

## Cúp bóng đá châu Đại Dương
| Cúp bóng đá châu Đại Dương | Cúp bóng đá châu Đại Dương | Cúp bóng đá châu Đại Dương | Cúp bóng đá châu Đại Dương | Cúp bóng đá châu Đại Dương | Cúp bóng đá châu Đại Dương | Cúp bóng đá châu Đại Dương | Cúp bóng đá châu Đại Dương | Cúp bóng đá châu Đại Dương |
| Năm                        | Vòng                       | Hạng                       | Pld                        | W                          | D                          | L                          | GF                         | GA                         |
| -------------------------- | -------------------------- | -------------------------- | -------------------------- | -------------------------- | -------------------------- | -------------------------- | -------------------------- | -------------------------- |
| 1973                       | Không tham dự              | Không tham dự              | Không tham dự              | Không tham dự              | Không tham dự              | Không tham dự              | Không tham dự              | Không tham dự              |
| 1980                       | Vòng bảng                  | 6th                        | 3                          | 1                          | 0                          | 2                          | 6                          | 22                         |
| 1996 đến 2000              | Không vượt qua vòng loại   | Không vượt qua vòng loại   | Không vượt qua vòng loại   | Không vượt qua vòng loại   | Không vượt qua vòng loại   | Không vượt qua vòng loại   | Không vượt qua vòng loại   | Không vượt qua vòng loại   |
| 2002                       | Vòng bảng                  | 7th                        | 3                          | 0                          | 1                          | 2                          | 2                          | 12                         |
| 2004                       | Không vượt qua vòng loại   | Không vượt qua vòng loại   | Không vượt qua vòng loại   | Không vượt qua vòng loại   | Không vượt qua vòng loại   | Không vượt qua vòng loại   | Không vượt qua vòng loại   | Không vượt qua vòng loại   |
| 2008                       | Không tham dự              | Không tham dự              | Không tham dự              | Không tham dự              | Không tham dự              | Không tham dự              | Không tham dự              | Không tham dự              |
| 2012                       | Vòng bảng                  | 7th                        | 3                          | 0                          | 1                          | 2                          | 2                          | 4                          |
| 2016                       | Á quân                     | 2nd                        | 5                          | 2                          | 3                          | 0                          | 13                         | 4                          |
| 2024                       | Vòng bảng                  | 5th                        | 3                          | 1                          | 1                          | 1                          | 4                          | 7                          |
| Tổng cộng                  | 1 lần Á quân               | 5/11                       | 17                         | 4                          | 6                          | 7                          | 27                         | 49                         |

## Đại hội Thể thao Nam Thái Bình Dương
| Năm       | Vòng           | Hạng           | Pld            | W              | D              | L              | GF             | GA             |
| --------- | -------------- | -------------- | -------------- | -------------- | -------------- | -------------- | -------------- | -------------- |
| 1963      | Vòng 1         | 5th            | 1              | 0              | 0              | 1              | 1              | 3              |
| 1966      | Hạng tư        | 4th            | 4              | 1              | 0              | 3              | 14             | 14             |
| 1969      | Hạng ba        | 3rd            | 6              | 3              | 1              | 2              | 11             | 10             |
| 1971      | Hạng tư        | 4th            | 3              | 1              | 1              | 1              | 19             | 11             |
| 1975      | Vòng bảng      | 6th            | 2              | 0              | 0              | 2              | 3              | 9              |
| 1979      | Tứ kết         | 5th            | 3              | 1              | 1              | 1              | 15             | 3              |
| 1983      | Hạng tư        | 4th            | 4              | 1              | 0              | 3              | 22             | 10             |
| 1987      | Hạng ba        | 3rd            | 6              | 3              | 2              | 1              | 26             | 4              |
| 1991      | Vòng bảng      | 5th            | 3              | 1              | 1              | 1              | 3              | 2              |
| 1995      | Vòng bảng      | 6th            | 3              | 1              | 1              | 1              | 11             | 5              |
| 2003      | Vòng bảng      | 6th            | 4              | 1              | 1              | 2              | 12             | 7              |
| 2007      | Bị cấm tham dự | Bị cấm tham dự | Bị cấm tham dự | Bị cấm tham dự | Bị cấm tham dự | Bị cấm tham dự | Bị cấm tham dự | Bị cấm tham dự |
| 2011      | Vòng bảng      | 6th            | 4              | 2              | 1              | 1              | 22             | 4              |
| 2015      | Không tham dự  | Không tham dự  | Không tham dự  | Không tham dự  | Không tham dự  | Không tham dự  | Không tham dự  | Không tham dự  |
| 2019      | Hạng tư        | 4th            | 5              | 3              | 1              | 1              | 17             | 3              |
| 2023      | Vòng bảng      | 6th            | 2              | 0              | 0              | 2              | 3              | 9              |
| Tổng cộng | 2 lần hạng ba  | 13/15          | 48             | 18             | 10             | 29             | 176            | 85             |

## Đội hình
Các cầu thủ sau đây đã được triệu tập cho các trận vòng loại FIFA World Cup 2026 gặp Fiji vào ngày 14 tháng 11 năm 2024 và gặp Quần đảo Solomon vào ngày 17 tháng 11 năm 2024.
Số lần ra sân và bàn thắng được cập nhật đến ngày 17 tháng 11 năm 2024, sau trận đấu với Quần đảo Solomon.

| Số | VT | Cầu thủ          | Ngày sinh (tuổi)  | Trận | Bàn | Câu lạc bộ        |
| -- | -- | ---------------- | ----------------- | ---- | --- | ----------------- |
|    | TM | Dave Tomare      | 26 tháng 4, 1997  | 5    | 0   | Hekari United     |
|    | TM | Charles Lepani   | 20 tháng 8, 1994  | 1    | 0   | Lae City          |
|    | TM | Christinus Biasu | 2 tháng 6, 1995   | 0    | 0   | Hekari United     |
|    |    |                  |                   |      |     |                   |
|    | HV | Daniel Joe       | 29 tháng 5, 1990  | 37   | 0   | Hekari United     |
|    | HV | Alwin Komolong   | 2 tháng 11, 1994  | 30   | 2   | Queensland Lions  |
|    | HV | Kolu Kepo        | 15 tháng 7, 1993  | 24   | 3   | Hekari United     |
|    | HV | Joshua Talau     | 19 tháng 4, 1996  | 9    | 0   | Lae City          |
|    | HV | Nathaniel Eddie  | unknown           | 3    | 0   | Hekari United     |
|    | HV | Arol Tateng      | 5 tháng 4, 1997   | 2    | 0   | Southern Strikers |
|    | HV | Derek Kimai      | unknown           | 2    | 0   |                   |
|    |    |                  |                   |      |     |                   |
|    | TV | Rex Naime        | 23 tháng 10, 2003 | 11   | 0   | Hekari United     |
|    | TV | Simon Oberth     | 1 tháng 1, 2001   | 10   | 0   | Hekari United     |
|    | TV | Joseph Joe       | 14 tháng 6, 2002  | 7    | 1   | Hekari United     |
|    | TV | Solomon Rani     | 22 tháng 5, 2002  | 5    | 0   | Hekari United     |
|    | TV | Shane Sakael     | 31 tháng 12, 1992 | 3    | 0   | Hekari United     |
|    | TV | Juduh Asar       | unknown           | 2    | 0   |                   |
|    | TV | Ritzoki Tamgol   | unknown           | 2    | 0   | Port Moresby      |
|    | TV | Chappy Upaiga    | unknown           | 0    | 0   |                   |
|    | TV | Ethan Mom        | unknown           | 0    | 0   |                   |
|    |    |                  |                   |      |     |                   |
|    | TĐ | Raymond Gunemba  | 4 tháng 6, 1986   | 34   | 15  | Lae City          |
|    | TĐ | Tommy Semmy      | 30 tháng 9, 1994  | 28   | 11  | Melbourne Knights |
|    | TĐ | Ati Kepo         | 15 tháng 1, 1996  | 24   | 8   | Hekari United     |
|    | TĐ | Logan Biwa       | unknown           | 1    | 0   |                   |